# Чемпионат России по фигурному катанию 2017
Чемпионат России по фигурному катанию на коньках 2017 — соревнование по фигурному катанию среди российских фигуристов сезона 2016/2017 года, организованное Федерацией фигурного катания на коньках России.
Спортсмены соревновались в мужском и женском одиночном катании, парном фигурном катании и в спортивных танцах на льду.
Турнир состоялся с 20 по 25 декабря 2016 года во второй раз в Челябинске в крытой спортивной арене Трактор. По результатам чемпионата была сформирована сборная команда России на чемпионат Европы 2017 года и зимнюю Универсиаду.

## Участники
К участию в Чемпионате России допускаются спортсмены по наибольшей сумме набранных очков в виде на двух этапах Кубка России в соответствии с таблицей начисления очков за места, занятые спортсменами, а также по результатам участия в этапах и финале Гран-При среди взрослых и юниоров. В случае одинаковой суммы очков у одного или более спортсменов (пары), решающим является сумма судейских баллов, набранных в двух этапах. К участию в одиночном катании допускаются спортсмены, достигшие 14 лет. В одиночном катании допускается не более 18 спортсменов среди мужчин и женщин, в парном катании — не более 12 пар, в танцах на льду — не более 15 пар. Всего максимальное количество участников 90 человек.
Окончательный состав участников утверждается Президентом ФФККР (Александром Горшковым).
Состав участников чемпионата был объявлен в 14 декабря 2016 года.

### Снявшиеся фигуристы
Летом текущего года стало ясно, что действующие чемпионы Россиив парах Татьяна Волосожар и Максим Траньков пропускают сезон по семейным обстоятельствам. В первых числах декабря появилась информация, что чемпионат скорее всего пропустит одиночница Полина Цурская. Тогда же появилась информация, что пропустит чемпионат олимпийская чемпионка Аделина Сотникова. В середине декабря бытовую травму получила олимпийская чемпионка Юлия Липницкая. Из-за болезни не смогли принять участие: одиночницы Елизавета Нугуманова и Анастасия Грачёва, одиночник Евгений Власов, спортивная пара Мария Чужанова и Денисом Минцевым.

## Результаты

### Мужчины
| Место | Имя               | Регион                                    | Сумма баллов | КП | КП    | ПП | ПП     |
| ----- | ----------------- | ----------------------------------------- | ------------ | -- | ----- | -- | ------ |
| 1     | Михаил Коляда     | Санкт-Петербург                           | 283.48       | 1  | 95.33 | 1  | 188.15 |
| 2     | Александр Самарин | Москва                                    | 259.74       | 2  | 87.41 | 3  | 172.33 |
| 3     | Максим Ковтун     | Москва / Екатеринбург (Свердловская обл.) | 249.37       | 7  | 76.65 | 2  | 172.72 |
| 4     | Андрей Лазукин    | Самара (Самарская обл.) / Санкт-Петербург | 241.00       | 4  | 83.19 | 6  | 157.81 |
| 5     | Дмитрий Алиев     | Санкт-Петербург                           | 240.69       | 8  | 76.26 | 4  | 164.43 |
| 6     | Александр Петров  | Санкт-Петербург                           | 236.93       | 9  | 75.97 | 5  | 160.96 |
| 7     | Сергей Воронов    | Москва                                    | 233.62       | 3  | 85.89 | 8  | 147.73 |
| 8     | Артур Дмитриев    | Санкт-Петербург                           | 226.77       | 5  | 80.97 | 10 | 145.80 |
| 9     | Антон Шулепов     | Санкт-Петербург                           | 224.03       | 6  | 78.11 | 9  | 145.92 |
| 10    | Алексей Ерохов    | Москва                                    | 216.80       | 13 | 64.20 | 7  | 152.60 |
| 11    | Павел Вьюгов      | Санкт-Петербург / Пермь (Пермский край)   | 206.82       | 10 | 71.51 | 11 | 135.31 |
| 12    | Илья Скирда       | Москва                                    | 200.39       | 12 | 68.63 | 12 | 131.76 |
| 13    | Артём Лежеев      | Петрозаводск (Карелия) / Санкт-Петербург  | 195.25       | 11 | 69.18 | 14 | 126.07 |
| 14    | Илья Княжук       | Москва                                    | 189.47       | 15 | 60.12 | 13 | 129.35 |
| 15    | Мурад Курбанов    | Москва                                    | 188.38       | 14 | 62.83 | 15 | 125.55 |
| 16    | Андрей Зубер      | Ленинградская область                     | 177.93       | 16 | 59.63 | 16 | 118.30 |
| 17    | Владимир Самойлов | Москва                                    | 160.42       | 17 | 46.97 | 17 | 113.45 |

### Женщины
| Место | Имя                      | Регион                              | Сумма баллов | КП | КП    | ПП | ПП     |
| ----- | ------------------------ | ----------------------------------- | ------------ | -- | ----- | -- | ------ |
| 1     | Евгения Медведева        | Москва                              | 233.57       | 1  | 80.08 | 1  | 153.49 |
| 2     | Алина Загитова           | Москва                              | 221.21       | 3  | 74.26 | 2  | 146.95 |
| 3     | Мария Сотскова           | Москва                              | 219.90       | 2  | 74.39 | 3  | 145.51 |
| 4     | Анна Погорилая           | Москва                              | 215.62       | 4  | 73.45 | 4  | 142.17 |
| 5     | Елена Радионова          | Москва                              | 209.24       | 5  | 70.19 | 5  | 139.05 |
| 6     | Станислава Константинова | Санкт-Петербург                     | 200.19       | 7  | 68.34 | 7  | 131.85 |
| 7     | Анастасия Губанова       | Санкт-Петербург                     | 197.26       | 10 | 63.34 | 6  | 133.92 |
| 8     | Елизавета Туктамышева    | Санкт-Петербург / Глазов (Удмуртия) | 194.52       | 6  | 69.17 | 10 | 125.35 |
| 9     | Софья Самодурова         | Санкт-Петербург                     | 192.16       | 8  | 65.29 | 8  | 126.87 |
| 10    | Алиса Федичкина          | Санкт-Петербург                     | 189.57       | 9  | 63.96 | 9  | 125.61 |
| 11    | Валерия Михайлова        | Москва                              | 180.73       | 12 | 59.90 | 11 | 120.83 |
| 12    | Серафима Саханович       | Санкт-Петербург                     | 175.53       | 13 | 59.37 | 12 | 116.16 |
| 13    | Алёна Леонова            | Санкт-Петербург                     | 174.67       | 11 | 60.60 | 13 | 114.07 |
| 14    | Алиса Лозко              | Санкт-Петербург / Ижевск (Удмуртия) | 170.93       | 14 | 58.40 | 14 | 112.53 |
| 15    | Анастасия Яценко         | Пермь                               | 164.61       | 16 | 55.74 | 15 | 108.87 |
| 16    | Екатерина Гусева         | Санкт-Петербург                     | 160.66       | 17 | 53.04 | 16 | 107.62 |
| 17    | Наталья Огорельцева      | Санкт-Петербург                     | 159.69       | 15 | 57.48 | 17 | 102.21 |
| 18    | Анастасия Коломиец       | Ленинградская область               | 143.52       | 18 | 44.24 | 18 | 93.69  |

### Парное катание
| Место | Имена                                   | Регион                                              | Сумма баллов | КП | КП    | ПП | ПП     |
| ----- | --------------------------------------- | --------------------------------------------------- | ------------ | -- | ----- | -- | ------ |
| 1     | Ксения Столбова / Фёдор Климов          | Москва                                              | 220.12       | 2  | 77.47 | 1  | 142.65 |
| 2     | Евгения Тарасова / Владимир Морозов     | Москва / Казань (Татарстан)                         | 219,19       | 1  | 80.04 | 2  | 139,15 |
| 3     | Наталья Забияко / Александр Энберт      | Сочи (Краснодарский кр.)                            | 201,91       | 3  | 72.85 | 3  | 129,06 |
| 4     | Кристина Астахова / Алексей Рогонов     | Москва                                              | 198,79       | 4  | 70.73 | 4  | 128,06 |
| 5     | Юко Кавагути / Александр Смирнов        | Санкт-Петербург / Тверь (Тверская обл.)             | 191,42       | 5  | 67.52 | 5  | 123,90 |
| 6     | Александра Бойкова / Дмитрий Козловский | Санкт-Петербург                                     | 179,01       | 8  | 60.77 | 6  | 118,24 |
| 7     | Анастасия Мишина / Владислав Мирзоев    | Санкт-Петербург                                     | 178,26       | 7  | 62.80 | 7  | 115,46 |
| 8     | Алиса Ефимова / Александр Коровин       | Москва                                              | 176.60       | 6  | 63.69 | 8  | 112,91 |
| 9     | Елизавета Жук / Егор Бритков            | Екатеринбург (Свердловская обл.)                    | 161.24       | 9  | 57.64 | 9  | 103,60 |
| 10    | Анастасия Полуянова / Максим Селькин    | Пермь (Пермский кр.) / Челябинск (Челябинская обл.) | 154,98       | 12 | 52.25 | 10 | 102,73 |
| 11    | Богдана Лукашевич / Александр Степанов  | Санкт-Петербург                                     | 146,88       | 11 | 52.88 | 11 | 94.00  |
| WD    | Алина Устимкина / Никита Володин        | Санкт-Петербург                                     |              | 10 | 55.35 |    |        |

WD — фигуристы снялись с соревнований.

### Танцы на льду
| Место | Имя                                    | Регион                       | Сумма баллов | КТ | КТ    | ПТ | ПТ     |
| ----- | -------------------------------------- | ---------------------------- | ------------ | -- | ----- | -- | ------ |
| 1     | Екатерина Боброва / Дмитрий Соловьёв   | Москва                       | 197.26       | 1  | 81.40 | 1  | 115.86 |
| 2     | Александра Степанова / Иван Букин      | Москва                       | 189.54       | 2  | 76.47 | 2  | 113.07 |
| 3     | Виктория Синицина / Никита Кацалапов   | Москва                       | 178.45       | 3  | 73.78 | 4  | 104.67 |
| 4     | Елена Ильиных / Руслан Жиганшин        | Москва                       | 178.28       | 4  | 73.22 | 3  | 105.06 |
| 5     | Тиффани Загорски / Джонатан Гурейро    | Москва                       | 169.46       | 5  | 69.01 | 5  | 100.45 |
| 6     | Софья Евдокимова / Егор Базин          | Тольятти (Самарская область) | 152.15       | 6  | 60.85 | 6  | 91.30  |
| 7     | Василиса Даванкова / Антон Шибнев      | Москва                       | 139.44       | 8  | 53.03 | 7  | 86.41  |
| 8     | Мария Ставицкая / Андрей Багин         | Москва                       | 139.23       | 7  | 56.28 | 8  | 82.95  |
| 9     | Людмила Сосницкая / Павел Головишников | Москва                       | 128.05       | 9  | 52.58 | 9  | 75.47  |
| 10    | Анастасия Сафронова / Илья Зимин       | Санкт-Петербург              | 112.22       | 10 | 45.18 | 10 | 67.04  |

## Состав сборной команды

### На чемпионат Европы
Состав сборной команды России для участия в чемпионате Европы формировался исходя из результатов национального чемпионата и с учётом мнения тренерского совета. По результатам чемпионата России 2017 года тренерский совет совместно с Федерацией (заседание Исполкома Федерации состоялось 25 декабря 2016 года в Челябинске) утвердили следующий состав сборной:
- В мужском одиночном катании: Михаил Коляда (1-е место), Александр Самарин (2-е место) и Максим Ковтун (3-е место). Запасные: Андрей Лазукин (4-е место), Дмитрий Алиев (5-е место) и Александр Петров (6-е место).
- В женском одиночном катании: Евгения Медведева (1-е место), Мария Сотскова (3-е место) и Анна Погорилая (4-е место). Запасные: Елена Радионова (5-е место), Станислава Константинова (6-е место) и Елизавета Туктамышева (8-е место). Фигуристки, занявшие 2-е и 7-е места, по возрасту не имеют права выступать на мировых и континентальных чемпионатах.
- В парном катании: Ксения Столбова с Фёдором Климовым (1-е место), Евгения Тарасова с Владимиром Морозовым (2-е место) и Наталья Забияко с Александром Энбертом (3-е место). Запасные: Кристина Астахова с Алексеем Рогоновым (4-е место), Юко Кавагути с Александром Смирновым (5-е место) и Анастасия Мишина с Владиславом Мирзоевым (7-е место). Фигуристы, занявшие 6-е место, по возрасту не имеют права выступать на мировых и континентальных чемпионатах.
- В танцах на льду: Екатерина Боброва с Дмитрием Соловьёвым (1-е место), Александра Степанова с Иваном Букиным (2-е место) и Виктория Синицина с Никитой Кацалаповым (3-е место). Запасные: Елена Ильиных с Русланом Жиганшиным (4-е место), Тиффани Загорски с Джонатаном Гурейро (5-е место) и Софья Евдокимова с Егором Базиным (6-е место).

### На зимнюю Универсиаду
Состав сборной команды России для участия в зимней Универсиаде формировался исходя из результатов национального чемпионата и с учётом мнения тренерского совета. По результатам чемпионата России 2017 года тренерский совет совместно с Федерацией (заседание Исполкома Федерации состоялось 25 декабря 2016 года в Челябинске) утвердили следующий состав сборной:
- В мужском одиночном катании: Андрей Лазукин (4-е место), Артур Дмитриев (8-е место) и Антон Шулепов (9-е место).
- В женском одиночном катании: Елена Радионова (5-е место), Елизавета Туктамышева (8-е место) и Алёна Леонова (13-е место).
- В парном катании: Алиса Ефимова с Александром Коровиным (8-е место) и Богдана Лукашевич с Александром Степановым (11-е место).
- В танцах на льду: Елена Ильиных с Русланом Жиганшиным (4-е место), Софья Евдокимова с Егором Базиным (6-е место) и Василиса Даванкова с Антоном Шибневым (7-е место).